# Mannlicher 35M/43M & G98/40

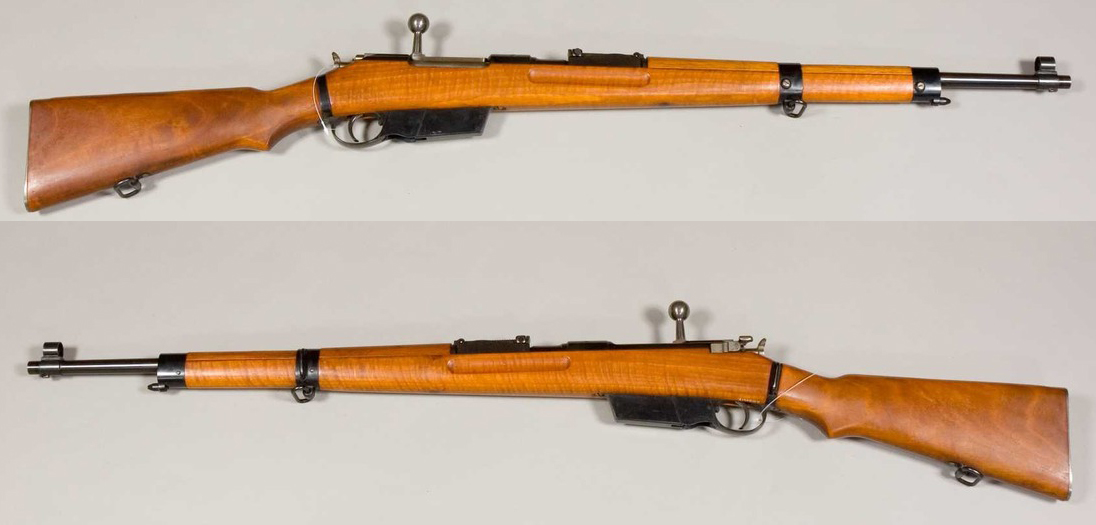
Un fusil 35M conservé au Musée de l'Armée suédoise à Stockholm.

Le fusil de guerre Modèle 1935 fut en service dans l'Armée hongroise durant la Seconde Guerre mondiale.

## Histoire & technique
En 1935, l’armée de terre hongroise changea ses fusils 31M (fusil Steyr-Mannlicher Repetier Gewehr M95 rechambré) pour un fusil plus simple a culasse pivotante : le fusil Mannlicher 35M. La nouvelle arme  est ensuite adaptée aux besoins de la Wehrmacht sous la forme du Gewehr 98/40 (munition et éléments du K98k, levier d’armement courbé  avec face inférieure de la boule du levier d'armement arasée et guillochée comme sur la K98 AZ, ajout d'un rail de fixation de baïonnette pour le standard allemand et baguette de nettoyage de 32 cm, la grenadière conserve le passant de bretelle côté gauche et la crosse est usinée pour l'usage de la bretelle réglementaire allemande, les rainures de préhension du fût sont supprimées, le magasin ne dépasse plus du fût). Ce G98/40 est adoptée par la Hongrie en 1943 en le modifiant pour recevoir des accessoires du 35M. Le fusil 43M servira durant l'Insurrection de Budapest en 1956.

## Données numériques

### Fusil 35M
- Munition : 8mm M31
- Longueur totale : 1,1O5 m
- Masse du fusil vide : 3,98 kg
- Magasin : 5 cartouches

### Fusil G98/40
- Munition : 7,92 mm Mauser
- Longueur totale : 1,1 m
- Masse du fusil vide : 4, 08 kg
- Magasin : 5 cartouches

### Fusil 43M
- Munition : 7,92 mm Mauser
- Longueur totale : 1,1 m
- Masse du fusil vide : 4, 1 kg
- Magasin : 5 cartouches